# 하칸 알바이라크
하칸 알바이라크(튀르키예어: Hakan Albayrak, 1968년 6월 4일 ~ )는 독일 태생의 터키의 언론인이다. 동생은 배우인 시난 알바이라크이다.